# Riccardo Serventi Longhi
Riccardo Serventi Longhi (Roma, 21 settembre 1967) è un attore italiano.

## Biografia
Esordisce nel cinema a diciotto anni con Carlo Vanzina, lavorando in seguito con Mario Monicelli, Claudio Fragasso e Sergio Stivaletti.
Per la televisione partecipa alle serie Fantaghirò 4 (di Lamberto Bava), La Squadra, Un posto al sole, Carabinieri, Ris 5 e Distretto di Polizia 9.
In teatro, recita in vari spettacoli, formando nel 2002 la "Compagnia dei colori", nella quale è regista ed interprete.

## Filmografia

### Cinema
- I miei primi 40 anni, regia di Carlo Vanzina (1987) - Non accreditato
- Dicembre, regia di Antonio Monda (1990)
- Rossini! Rossini!, regia di Mario Monicelli (1991)
- Palermo Milano - Solo andata, regia di Claudio Fragasso (1995)
- M.D.C. - Maschera di cera, regia di Sergio Stivaletti (1997)
- Laura non c'è, regia di Antonio Bonifacio (1998)
- Il popolo degli uccelli, regia di Rocco Cesareo (1999)
- Con la voce del cuore, regia di Giancarlo Santi (2000)
- I tre volti del terrore, regia di Sergio Stivaletti (2004)
- Come una crisalide, regia di Luigi Pastore (2009)

### Televisione
- College, serie TV (1990)
- Fantaghirò 4, regia di Lamberto Bava (1994)
- Avvocati, regia di Giorgio Ferrara (1998)
- Il bello delle donne, regia di Maurizio Ponzi (2001)
- La squadra, regia di Donatella Maiorca (2002)
- Incantesimo 7, regia di Alessandro Cane e Tommaso Sherman (2004)
- Un posto al sole, regia di registi vari (2004)
- Sottocasa, regia di Marcantonio Griffeo (2006)
- Carabinieri 6, regia di Raffaele Mertes (2007)
- R.I.S. 5 - Delitti imperfetti, regia di Fabio Tagliavia – serie TV, episodio 5x20 (2009) [2]
- Distretto di Polizia 9, regia di Alberto Ferrari - serie TV, episodio 9x02 (2009)
- R.I.S. Roma 3 - Delitti imperfetti, regia di  Francesco Miccichè - serie TV (2012) [senza fonte]
- Don Matteo 9, regia di Jan Maria Michelini (2014)
- Che Dio ci aiuti 3, regia di Daniele Borsese (2014)